# Chuck Wright
Chuck Wright (Los Angeles, 13 settembre 1959) è un bassista statunitense di genere heavy metal, noto per aver fatto parte di noti gruppi come Giuffria, Quiet Riot, Impellitteri e House of Lords, e per aver collaborato con molti altri artisti come Doro, Kuni, M.S.G. e molti altri.

## Discografia

### Con i Giuffria
- Giuffria (1984)

### Con i Quiet Riot
- QRIII (1986)
- Down to the Bone (1995)
- Quiet Riot 10 (2014)
- Road Rage (2017)

#### Altre partecipazioni con i Quiet Riot
- Metal Health (1983)
- Condition Critical (1984)
- Terrified (1993)
- Live & Rare Volume 1 (2005)

### Con gli Impellitteri
- Stand in Line (1989)
- Grin and bear it (1992)

### Con gli House of Lords
- House of Lords (1988)
- Sahara (1990)
- The Power and the Myth (2004)
- Live In The UK (2007)

### Altri album
- Kuni - Masque (1986)
- Ted Nugent - If you Can't Lick 'Em...Lick 'Em (1988)
- Colonna sonora - Black Roses (1988)
- Doro - Doro (1990)
- Bad Moon Rising - Bad Moon Rising (1991)
- Bad Moon Rising - Blood (1993)
- Atsushi Yokozeki Project - Raid (1993)
- Ken Tamplin - Goin' Home (1993)
- Blackthorne - Afterlife (1993)
- Eyes - Windows of the Soul (1993)
- Magdalen - The Dirt (1994)
- Pata - Raised on Rock (1995)
- Murderer's Row	- Murderer's Row (1996)
- Stream - Stream (1997)
- Stream - Nothing Is Sacred (1998)
- Stuart Smith - Heaven and Earth (1998)
- Restless - Alone in the Dark (1999)
- Magdalen - End Of The Age (1999)
- David Glen Eisley - Stranger From The Past (2000)
- David Glen Eisley - The Lost Tapes (2001)
- Paul Shortino's The Cutt - Sacred Place (2002)
- Chris Catena - Freak Out! (2003)
- M.S.G. - Heavy Hitters (2005)
- Christian Tolle Project - The Real Thing (2005)
- Kelly Keeling - Giving Sight to the Eye (2005)
- Bad Moon Rising - Full Moon Collection (2005)
- Stephen Pearcy - Stripped (2006)
- Chris Catena's Rock City Tribe - Truth in Unity (2020)

### Tribute album
- Humanary Stew: A Tribute to Alice Cooper (1999)
- Numbers from the Beast: An All Star Salute to Iron Maiden (2004)
- Welcome to the Nightmare: An All Star Salute to Alice Cooper (2006)